# Toranosuke Takagi
 Toranosuke Takagi va ser un pilot de curses automobilístiques japonès que va arribar a disputar curses de Fórmula 1.
Va néixer el 12 de febrer del 1974 a Shizuoka, Japó.

## A la F1
Toranosuke Takagi va debutar a la primera cursa de la temporada 1998 (la 49a temporada de la història) del campionat del món de la Fórmula 1, disputant el 8 de març del 1998 el G.P. d'Austràlia al circuit de Melbourne.
Va participar en un total de trenta-dues curses puntuables pel campionat de la F1 disputades en dues temporades consecutives (1998 - 1999), aconseguint una settena posició com millor classificació en una cursa i no assolí cap punt vàlid pel campionat del món de pilots.

## Resultats a la Fórmula 1
| Any  | Equip         | Xassís  | Motor  | 1       | 2       | 3       | 4       | 5      | 6       | 7       | 8       | 9       | 10      | 11      | 12      | 13      | 14      | 15      | 16      | Posició | Punts |
| ---- | ------------- | ------- | ------ | ------- | ------- | ------- | ------- | ------ | ------- | ------- | ------- | ------- | ------- | ------- | ------- | ------- | ------- | ------- | ------- | ------- | ----- |
| 1998 | PIAA Tyrrell  | Tyrrell | Ford   | AUS Ret | BRA Ret | ARG 12  | SMR Ret | ESP 13 | MON 11  | CAN Ret | FRA Ret | GBR 9   | AUT Ret | ALE 13  | HUN 14  | BEL Ret | ITA 9   | LUX 16  | JAP Ret | -       | 0     |
| 1999 | Repsol Arrows | Arrows  | Arrows | AUS 7   | BRA 8   | SMR Ret | MON Ret | ESP 12 | CAN Ret | FRA DSQ | GBR 16  | AUT Ret | GER Ret | HUN Ret | BEL Ret | ITA Ret | EUR Ret | MYS Ret | JPN Ret | -       | 0     |

### Resum
| Curses: | Victòries: | Pòdiums: | Poles: | Voltes ràpides: | Punts: |
| ------- | ---------- | -------- | ------ | --------------- | ------ |
| 32 (32) | 0          | 0        | 0      | 0               | 0      |